# گانگستر (فیلم ۱۹۹۲)
«گانگستر» (انگلیسی: Gangsters (film)) یک فیلم است که در سال ۱۹۹۲ منتشر شد.